# Marc Dudicourt
Marc Dudicourt est un acteur français né le 6 mai 1932 à Amiens et mort le 1er mai 2021 dans le 15e arrondissement de Paris.

## Biographie
Fils d'un dessinateur industriel, il vient vivre à Paris avec sa famille quand il a onze ans. Passionné par Walt Disney et le dessin animé, il décide de devenir dessinateur et se fait engager par Jean Image dans son atelier de dessin. Puis, poussé par ses collègues de travail en raison de son côté boute-en-train, il décide de suivre les cours du Théâtre national populaire et joue dans plusieurs pièces de théâtre notamment aux côtés de Maria Casarès et d'Alain Cuny. Après le T.N.P. il passe à la Comédie de l'Est puis au théâtre de Villeurbanne où il monte Les Âmes mortes, de Nicolas Gogol, il y reste six ans, reconnaissant que Roger Planchon lui a tout appris.
Il se fait connaître du grand public dans la série télévisée Les Nouvelles Aventures de Vidocq en 1971, dans le rôle de Flambart.
Il est aussi chanteur, il interprète les grands noms de la chanson française.
Il est le cofondateur de l’association ACE15 (association culturelle et événementielle du 15e arrondissement de Paris) qui anime chaque année les Journées Georges Brassens en octobre au Parc Georges Brassens.
Il est également, avec son ami Rémi Gidel, fondateur et président de l'association loi de 1901 « La Vie en Chansons » qui a pour but de défendre la chanson française et d’aider les jeunes artistes à se faire connaître.
Il meurt à l'âge de 88 ans le 1er mai 2021 dans le 15e arrondissement de Paris. Ses obsèques ont lieu dans l'intimité le 18 mai en l'église Saint-Antoine-de-Padoue, suivies par son incinération au crématorium du Père-Lachaise dans la même ville.

## Filmographie

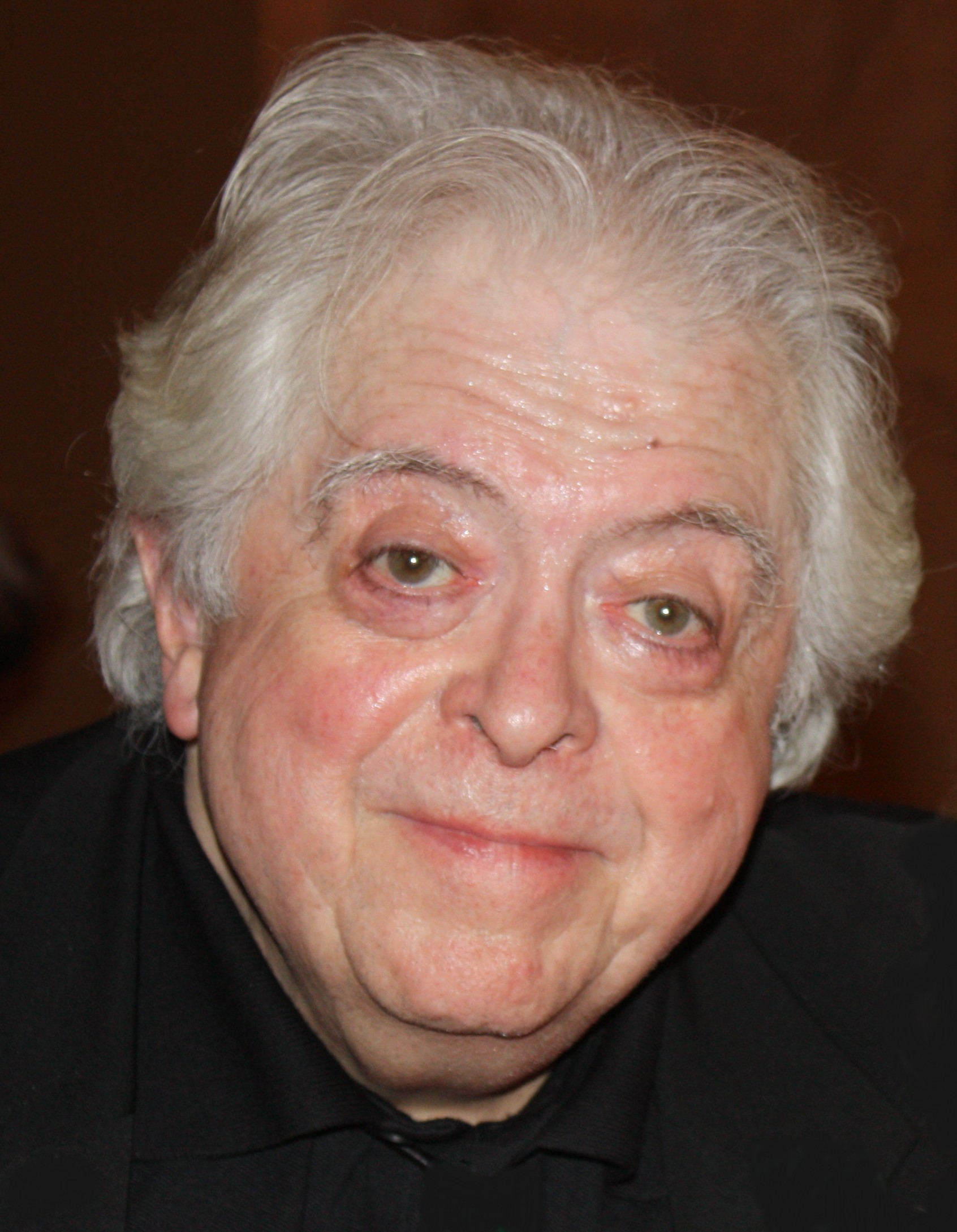
Marc Dudicourt en 2014.

### Cinéma
- 1963 : El otro Cristobal, d'Armand Gatti : Dictateur Anastasio
- 1965 : La Vie de château, de Jean-Paul Rappeneau : Schimmelbeck
- 1966 : Le Roi de cœur, de Philippe de Broca : Lieutenant Hamburger
- 1967 : Bang Bang, de Serge Piolet : Le notaire
- 1967 : Soleil Ô, de Med Hondo
- 1967 : Made in USA, de Jean-Luc Godard : Un barman
- 1967 : Le Voleur, de Louis Malle : Georges Antoine
- 1967 : Alexandre le bienheureux, d'Yves Robert : Monsieur Tondeur
- 1969 : Ces messieurs de la gâchette, de Raoul André : L'inspecteur
- 1969 : La Bande à Bonnot, de Philippe Fourastié : Le commissaire
- 1970 : Mais ne nous délivrez pas du mal, de Joël Séria : L'aumônier
- 1970 : Dossier prostitution, de Jean-Claude Roy : Le logeur
- 1970 : Les caprices de Marie, de Philippe de Broca : Le présentateur
- 1971 : Boulevard du Rhum, de Robert Enrico : Le metteur en scène
- 1971 : Les Mariés de l'an II, de Jean-Paul Rappeneau : Le chauve
- 1974 : Gross Paris, de Gilles Grangier
- 1974 : ...Comme un pot de fraises, de Jean Aurel : Le clochard
- 1974 : Un nuage entre les dents, de Marco Pico : Garnier
- 1975 : Soldat Duroc, ça va être ta fête, de Michel Gérard : Adjudant Médeux
- 1975 : L'Incorrigible, de Philippe de Broca : Le gardien du ministère
- 1975 : Sérieux comme le plaisir, de Robert Benayoun : Le mercier
- 1980 : On a volé la cuisse de Jupiter, de Philippe de Broca : Spiratos
- 1982 : Tête à claques, de Francis Perrin : Le directeur de la prison
- 1983 : Les Malheurs d'Octavie, de Roland Urban : L'ambassadeur du Goulachistan
- 1984 : Polar, de Jacques Bral : Le Loup
- 1986 : Nuit d'ivresse, de Bernard Nauer : Président Bulot
- 1988 : À notre regrettable époux, de Serge Korber : Le curé
- 1988 : Frantic, de Roman Polanski : Le propriétaire du café
- 1990 : Les Mille et une Nuits, de Philippe de Broca
- 1993 : Justinien Trouvé ou le Bâtard de Dieu, de Christian Fechner : Marquis Alix
- 1995 : Les Truffes, de Bernard Nauer
- 1995 : Zadoc et le bonheur, de Pierre-Henry Salfati  : Le curé
- 1996 : Beaumarchais, l'insolent, d'Édouard Molinaro : Bartholo

### Télévision
- 1963 : Le Grain de sel, de Georges Barrier
- 1965 : Le Miroir à trois faces : La Vie de bohème (d'Henry Murger), émission d'Aimée Mortimer, réalisation de Maurice Cazeneuve : Shaune
- 1966 : Rouletabille, feuilleton d'Yves Boisset, (épisode Le parfum de la dame en noir) : Arthur Rance
- 1968 : Les Enquêtes du commissaire Maigret - Signé Picpus, de Jean-Pierre Decourt : Émile Blaise, dit Monsieur Blaise
- 1971 : Les Nouvelles Aventures de Vidocq, de Marcel Bluwal : Flambart
- 1971 : Arsène Lupin, de Jacques Nahum : Wilson (le « cher et fidèle ami » de Sholmès)
- 1972 : La Vie et la passion de Dodin-Bouffant (téléfilm) , adaptation de Jean Ferniot et Michel Philippe-Gérard d'après l’œuvre de Marcel Rouff
- 1977 : Les Folies Offenbach, épisode Le Train des cabots, de Michel Boisrond
- 1978 : Émile Zola ou la Conscience humaine, de Stellio Lorenzi : Alexandre Millerand
- 1988 : Palace
- 1992 : Maguy
- 2003 : Maigret, épisode 44 : Signé Picpus, de Jacques Fansten : Monsieur Drouin
- 2006 : L'Oncle de Russie, de Francis Girod : Fernand Jaunart

## Théâtre
- 1959 : Falstaff, de William Shakespeare, mise en scène Roger Planchon, Théâtre de l'Ambigu
- 1959 : Henri IV, de William Shakespeare, mise en scène Roger Planchon, Théâtre de l'Ambigu
- 1959 : Les Trois Mousquetaires, d'Alexandre Dumas, mise en scène Roger Planchon, Théâtre de l'Ambigu
- 1960 : Les Âmes mortes, de Nicolas Gogol, mise en scène Roger Planchon, Théâtre de la Cité de Villeurbanne, Théâtre de l'Odéon
- 1960 : Édouard II, de Christopher Marlowe, mise en scène Roger Planchon, Chorégies d'Orange, Festival de Baalbeck
- 1960 : Les Trois Mousquetaires, d'Alexandre Dumas, mise en scène Roger Planchon, Festival de Baalbeck, Festival d’Édimbourg
- 1961 : Les Trois Mousquetaires, d'Alexandre Dumas, mise en scène Roger Planchon, Festival de Vienne
- 1961 : Schweik dans la Seconde Guerre mondiale, de Bertolt Brecht, mise en scène Roger Planchon, Théâtre de la Cité de Villeurbanne, Théâtre des Champs-Élysées
- 1961 : Édouard II, de Christopher Marlowe, mise en scène Roger Planchon, Théâtre de la Cité de Villeurbanne, Théâtre des Champs-Élysées
- 1962 : La Remise, de Roger Planchon, mise en scène de l'auteur, Théâtre de la Cité de Villeurbanne
- 1963 : Les Trois Mousquetaires, d'Alexandre Dumas, mise en scène Roger Planchon, Moscou, Théâtre de la Cité de Villeurbanne
- 1964 : La Vie imaginaire de l'éboueur Auguste Geai, d'Armand Gatti, mise en scène Jacques Rosner, Théâtre de l'Odéon
- 1964 : Schweik dans la Seconde Guerre mondiale, de Bertolt Brecht, mise en scène Roger Planchon, Théâtre de la Cité de Villeurbanne
- 1965 : George Dandin, de Molière, mise en scène Stephan Meldegg, Théâtre de l'Athénée
- 1966 : Chant public devant deux chaises électriques, d'Armand Gatti, mise en scène de l'auteur, TNP Théâtre de Chaillot
- 1966 : L'Instruction, de Peter Weiss, mise en scène Gabriel Garran, Théâtre de la Commune
- 1966 : Leçons de français pour Américains, La Jeune Fille à marier et Au pied du mur, d'Eugène Ionesco, mise en scène Antoine Bourseiller, Poche Montparnasse
- 1966 : Les Trois Sœurs, d'Anton Tchekov, mise en scène André Barsacq, Théâtre Hébertot
- 1967 : Les Bouquinistes, d'Antoine Tudal, mise en scène Claude Confortès, Théâtre Hébertot
- 1968 : Homme pour homme, de Bertolt Brecht, mise en scène Jean-Pierre Dougnac, Théâtre du Midi
- 1968 :  Azaïs, de Georges Berr et Louis Verneuil, mise en scène Jean Le Poulain, Théâtre Marigny, émission télévisée Au théâtre ce soir, réalisation Pierre Sabbagh
- 1969 : La Contestation et la mise en pièces de la plus illustre des tragédies françaises, « Le Cid » de Pierre Corneille, mise en scène Roger Planchon, Théâtre de la Cité de Villeurbanne
- 1969 : Le Vison voyageur, de Ray Cooney et John Chapman, mise en scène Jacques Sereys, Théâtre du Gymnase
- 1971 : Le Gobe-douille sketches de Roland Dubillard, Guy Foissy, Christopher Frank et Jean-Claude Grumberg, mise en scène Jacques Seiler, Théâtre La Bruyère
- 1971 : Tout à l'heure, de Jeannine Worms, mise en scène Jacques Échantillon, Théâtre de l'Odéon
- 1971 : Le Jeu de Robin et Marion, théâtre musical, mise en scène Georges Peyrou, Festival d'Avignon
- 1971 : La main passe, de Georges Feydeau, mise en scène Pierre Mondy, Théâtre Marigny
- 1972 : Le Fils d'Achille, de Claude Chauvière, mise en scène Robert Manuel, Théâtre Marigny, émission télévisée Au théâtre ce soir, réalisation Pierre Sabbagh
- 1972 : L'École des contribuables, de Louis Verneuil et Georges Berr, mise en scène Robert Manuel, Théâtre Marigny, émission télévisée Au théâtre ce soir, réalisation Pierre Sabbagh
- 1972 : La main passe, de Georges Feydeau, mise en scène Pierre Mondy, Théâtre Marigny, émission télévisée Au théâtre ce soir, réalisation Pierre Sabbagh
- 1973 : Un yaourt pour deux, de Stanley Price, mise en scène Michel Roux, théâtre Gramont
- 1974 : La Polka, de Patrick Modiano, mise en scène Jacques Mauclair, Théâtre du Gymnase
- 1974 : Le Tube, de Françoise Dorin, mise en scène François Périer, Théâtre Antoine
- 1975 : Les Secrets de la Comédie humaine, de Félicien Marceau, mise en scène Paul-Émile Deiber, Théâtre du Palais Royal
- 1976 : Fanny et ses gens, de Jerome K. Jerome, mise en scène Raymond Gérôme, réalisation Pierre Sabbagh, Théâtre Edouard VII
- 1977 : Bonne Chance Denis, de Michel Duran, mise en scène Claude Nicot, Théâtre Marigny, émission télévisée Au théâtre ce soir, réalisation Pierre Sabbagh
- 1977 : Les Filles, de Jean Marsan, mise en scène de l'auteur, Théâtre Marigny, émission télévisée Au théâtre ce soir, réalisation Pierre Sabbagh
- 1977 : Nuit folle, de Paul Gerbert, mise en scène Jacques Ardouin, Théâtre Marigny, émission télévisée Au théâtre ce soir, réalisation Pierre Sabbagh
- 1980 : La Claque, d'André Roussin, mise en scène Georges Vitaly, Théâtre Marigny, émission télévisée Au théâtre ce soir, réalisation Pierre Sabbagh
- 1982 : Le Caveau de famille, de Pierre Chesnot, mise en scène Francis Joffo, Théâtre Marigny, émission télévisée Au théâtre ce soir, réalisation Pierre Sabbagh
- 1984 : La Pomme, de Louis Verneuil et Georges Berr, mise en scène René Dupuy, Théâtre Marigny, émission télévisée Au théâtre ce soir, réalisation Pierre Sabbagh
- 1984 : Le Diable en personne, de Philip King et Fakland Cary, adaptation Jean Marsan, mise en scène Jacques Ardouin, Théâtre Marigny, émission télévisée Au théâtre ce soir, réalisation Pierre Sabbagh
- 1986 : Le Veilleur de nuit, de Sacha Guitry, mise en scène Jacques Nerson, Théâtre 13, Théâtre Montparnasse
- 1986 : Double mixte, de Ray Cooney, mise en scène Pierre Mondy, Théâtre de la Michodière
- 1988 : Le Rebelle, de Jean-Michel Guenassia, mise en scène Jean Rougerie, Théâtre Tristan Bernard
- 1989 : Un chapeau de paille d'Italie, d'Eugène Labiche et Marc-Michel, mise en scène Jean-Paul Lucet, Théâtre des Célestins
- 1993 : La Mégère apprivoisée, de William Shakespeare, mise en scène Jérôme Savary, Théâtre national de Chaillot, Théâtre de Nice
- 1995 : Conférence sur Kafka, d'Alan Bennett, mise en scène Louis-Charles Sirjacq, Théâtre de Nice, Théâtre de l'Athénée-Louis-Jouvet
- 1996 : La Mamma d’André Roussin, mise en scène Stéphane Hillel, Théâtre de la Madeleine